# Idris
Idris — багатозадачна Unix-подібна багатокористувацька операційна система реального часу, що випускалася з 1978 по 1988 роки американською компанією Whitesmiths.

## Історія
Спочатку Idris була написана для комп'ютера PDP-11 Ф. Д. Плоджером, який розпочав роботу над системою в серпні 1978 року. Система має двійкову сумісність з Version 6 Unix на PDP-11, але також може працювати і на машинах без блоку управління пам'яттю (на кшталт LSI-11 або PDP-11/23). Для роботи ядра потрібно 31 кілобайт оперативної пам'яті і компілятор мови Сі (присутній у стандартному наборі Version 6 Unix), що вимагає приблизно такого ж обсягу пам'яті.